# Thaumarchaeota
Thaumarchaeota, Thaumarchaea (od greckiego 'thaumas' – cud) – typ Archaea zaproponowany w 2008 po zsekwencjonowaniu genomu Cenarchaeum symbiosum i znalezieniu znacznych różnic pomiędzy nim a innymi hipertermofilami z kladu Crenarchaeota. 3 opisane gatunki poza C. symbosium to Nitrosopumilus maritimus, Nitrososphaera viennensis i Nitrososphaera gargensis. Wszystkie organizmy tej linii poznane dotychczas prowadzą chemolitoautotroficzną oksydację amoniaku. Mogą odgrywać ważnąrolę w cyklach biogeochemicznych, jak cykl azotowy czy cykl węglowy.
Typ zaproponowano w 2008, opierając się na danych filogenetycznych, jak sekwencje genów rRNA i forma obecnej topoizomerazy typu I, wcześniej uważanej za unikalną dla eukariotów. Kolejne badania z 2010 potwierdziły ten pogąd. Opierały się one o analizę genomów utleniających amoniak Achaea Nitrosopumilus maritimus i Nitrososphaera gargensis. Przedstawiono w nich wniosek, zgodnie z którym gatunki tworzą odrębną linię obejmującą Cenarchaeum symbiosum.